# Dreamlover
Dreamlover è una canzone scritta e prodotta dalla cantautrice statunitense Mariah Carey, Dave Hall e Walter Afanasieff, e registrata per il quarto album della Carey Music Box del 1993. la canzone è costruita intorno a un campionamento di Blind Alley degli Emotions.
Il brano è stato estratto come singolo da Music Box nel terzo quarto del 1993, e nel 1994 è stato nominato ai Grammy Award come "miglior interpretazione R&B femminile".
Il cantante rock Bruce Springsteen ha campionato Dreamlover per il brano Let's Be Friends, presente nell'album The Rising del 2002.
La canzone è stata segnalata da ricercatori medici come induttrice di epilessia musicogenica, una rara patologia indotta da alcuni tipi di musiche, avendo provocato una crisi epilettica in una giovane donna giapponese.

## Il video
Il video prodotto per Dreamlover è stato diretto da Diane Martel, ed è stato uno dei primi in cui la Carey ha partecipato anche in fase realizzativa. Nel video la cantautrice canta il brano in alcuni campi vicino a New York in un giorno d'estate, insieme al suo cane Jack, che in seguito apparirà in numerosi altri video della cantautrice . Il video si conclude con una coreografia hip hop della cantautrice con altri ballerini, e infine su una mongolfiera.

## Tracce
- U.S. CD single (cassette single/7" single)

1. "Dreamlover" (album version)
2. "Do You Think of Me" (non-album track)

- U.S. CD maxi single (cassette maxi single)

1. "Dreamlover" (album version)
2. "Dreamlover" (Def club mix)
3. "Dreamlover" (Def instrumental)
4. "Dreamlover" (USA Love dub)
5. "Dreamlover" (Eclipse dub)
6. "Dreamlover" (Def tribal mix)

- UK cassette single

1. "Dreamlover" (album version)
2. "Do You Think of Me" (non-album track)

- UK CD single

1. "Dreamlover" (album version)
2. "Do You Think of Me" (non-album track)
3. "Someday" (Live)

- UK CD single (part two)

1. "Dreamlover" (album version)
2. "Dreamlover" (Def club mix)
3. "Dreamlover" (Eclipse Dub)

- UK CD maxi single (12" vinyl single)

1. "Dreamlover" (Def club mix)
2. "Dreamlover" (Def instrumental)
3. "Dreamlover" (USA Love dub)
4. "Dreamlover" (Eclipse dub)
5. "Dreamlover" (Def tribal mix)

## Andamento nellaBillboard Hot 100
| Posizione | 40 | 13 | 9 | 3 | 2 | 1 | 1 | 1 | 1 | 1 | 1 | 1 | 1 | 5 | 6 | 10 | 13 | 16 | 17 | 19 | 26 | 30 | 30 | 26 | 24 | 32 | 46 | 48 | 49 |

## Classifiche
| Classifiche (1993)                       | Posizione più alta |
| ---------------------------------------- | ------------------ |
| U.S. Billboard Hot 100                   | 1                  |
| U.S. Billboard Hot R&B/Hip-Hop Songs     | 1                  |
| U.S. Billboard Hot Dance Music/Club Play | 1                  |
| U.S. Billboard Mainstream Top 40         | 1                  |
| U.S. Billboard Rhythmic Top 40           | 1                  |
| U.S. Billboard Adult Contemporary        | 1                  |
| U.S. ARC Weekly Top 40                   | 1                  |
| Canada                                   | 1                  |
| Nuova Zelanda                            | 1                  |
| Australia                                | 7                  |
| Israele                                  | 7                  |
| Paesi Bassi                              | 8                  |
| Regno Unito                              | 9                  |
| Svizzera                                 | 13                 |
| irlanda                                  | 24                 |
| Svezia                                   | 31                 |
| Germania                                 | 39                 |
| Francia                                  | 49                 |